# Ванг Ћилин
Ванг Ћилин (кин: 王齊麟; пин: Wáng Qílín; 18. јануар 1995) тајвански је бадминтониста који је специјализован у категорији мушки парови у којој је двоструки олимпијски првак.
На Летњим олимпијским играма 2020. су он и његов партнер Ли Јанг постали први пар који није био носилац који је освојио олимпијско злато у мушким паровима и први који је освојио злато у бадминтону за Кинески Тајпеј. На Летњим олимпијским играма 2024. је поново наступао са Лијем Јангом. Постали су први мушки пар у бадминтону у историји који је одбранио своју олимпијску титулу.